# Asterina ditissima
Asterina ditissima är en svampart som beskrevs av Syd. & P. Syd. 1917. Asterina ditissima ingår i släktet Asterina och familjen Asterinaceae.   Inga underarter finns listade i Catalogue of Life.